# Paso del Parque del Daymán
Paso del Parque del Daymán ist eine Ortschaft in Uruguay.

## Geographie
Paso del Parque del Daymán befindet sich im Departamento Salto in dessen Sektor 10. Der Ort liegt im Süden des Departamentos an der Grenze zum Nachbardepartamento Paysandú. Nordöstlich sind die Orte Cerros de Vera und Paso de las Piedras de Arerunguá, nordnordwestlich ist Puntas de Valentín gelegen.

## Einwohner
Die Einwohnerzahl von Paso del Parque del Daymán beträgt 54 (Stand: 2011), davon 33 männliche und 21 weibliche. Für die vorhergehenden Volkszählungen der Jahre 1963, 1975, 1985, 1996 und 2004 sind beim Instituto Nacional de Estadística de Uruguay keine Daten erfasst worden.
| Jahr | Einwohner |
| ---- | --------- |
| 1996 | -         |
| 2004 | -         |
| 2011 | 54        |

Quelle: Instituto Nacional de Estadística de Uruguay